# Ruta Jacobea de Tarna

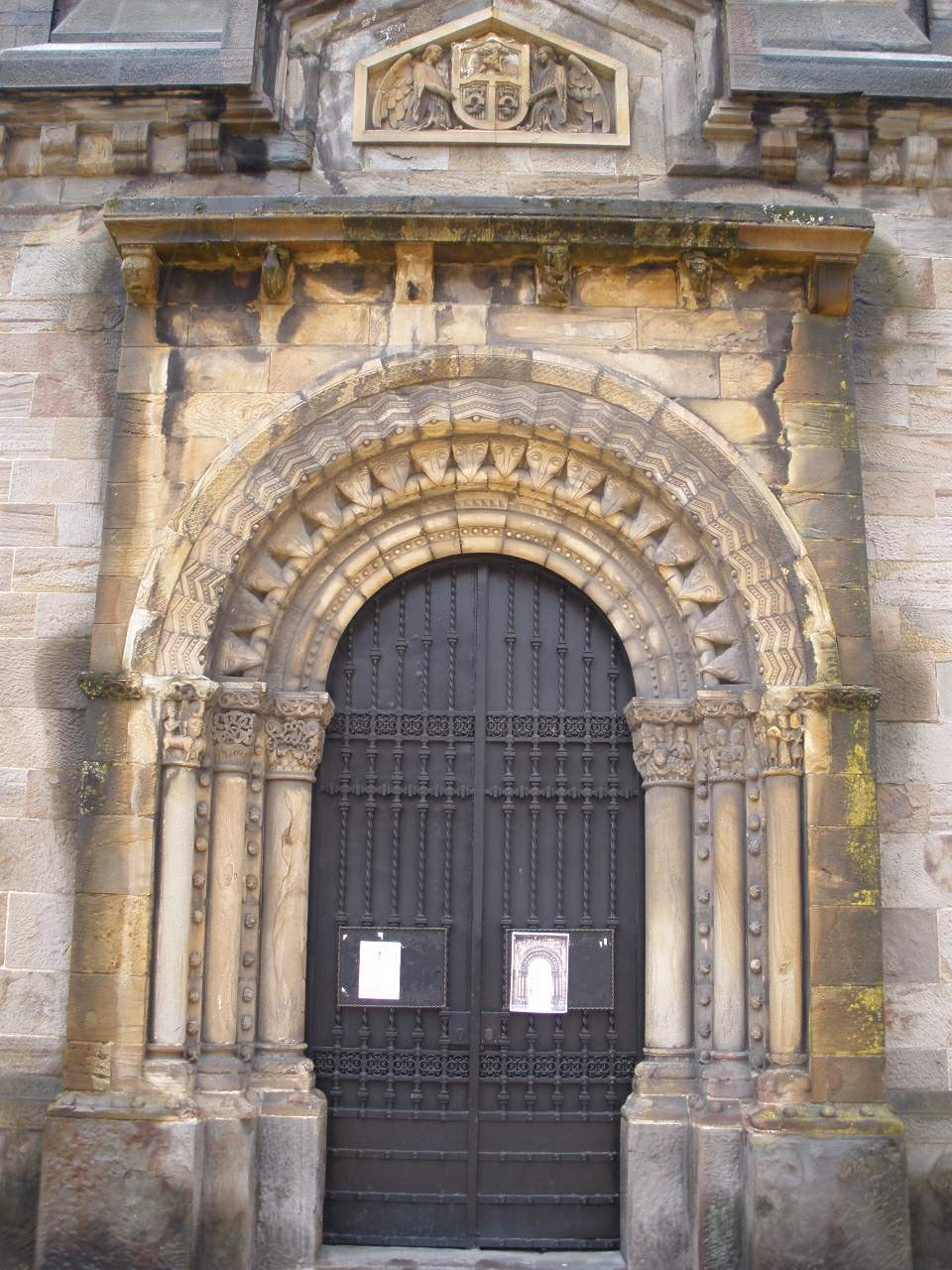
Ejemplo de románico culto internacional en Langreo

La ruta Jacobea de Tarna es una ruta histórica del Camino de Santiago del Norte que siguió el curso del río Nalón desde el Puerto de Tarna hasta Oviedo, pasando por los concejos de Caso, Sobrescobio, Laviana, San Martín del Rey Aurelio y Langreo. Es una vía no incluida oficialmente en el Camino de Santiago actualmente debido a que tras la Alta Edad Media este camino fue cayendo en desuso hasta el completo olvido.

## Historia
Según numerosos estudios, sobre el llamado Camino Real de Langreo se estableció una vía jacobea procedente de León, desde el Puerto de Tarna hasta Oviedo. No se sabe si éste a su vez seguía una calzada romana que hoy en día no se conserva.
Especialmente durante la Alta Edad Media este camino habría sufrido una importante afluencia de peregrinos, como demuestran algunos documentos o la existencia en la zona del alto Nalón de hospedajes que, tras el abandono del camino, serían usados como malaterías. El camino está salpicado aún hoy de restos arqueológicos que refuerzan estas hipótesis, entre ellos el Castillo de Villamorey, que perteneció a la Orden de Santiago, los torreones de El Condado, La Quintana y Olloniego, el románico de las iglesias de San Nicolás de Villoria y San Esteban de Ciaño, y los puentes medievales de Olloniego y Puente de Arco, además de otras referencias a pontazgos, iglesias o monasterios que hoy no se conservan.